# Ciclismo nos Jogos Olímpicos de Verão de 2024 - Omnium masculino
A prova do omnium masculino do ciclismo nos Jogos Olímpicos de Verão de 2024 ocorreu em 8 de agosto de 2024 no Velódromo de Saint-Quentin-en-Yvelines, em Montigny-le-Bretonneux. Um total de 22 ciclistas, cada um representando um Comitê Olímpico Nacional (CON), participaram do evento.

## Qualificação
Cada Comitê Olímpico Nacional (CON) poderia inscrever apenas um ciclista no omnium. As vagas são atribuídas ao CON, que seleciona os ciclistas. A qualificação se deu inteiramente através do ranking olímpico da União Ciclística Internacional (UCI) de 2022–24, com os melhores CONs no ranking do madison se classificando diretamente também no omnium. Outras sete vagas foram alocadas para CONs subsequentes por meio do ranking.

## Formato
O omnium é um evento múltiplo, constituído de quatro tipos diferentes de corridas. O vencedor da prova é o ciclista que obtiver mais pontos nas quatro corridas realizadas ao longo do mesmo dia. Em cada corrida, o vencedor ganha 40 pontos, o ciclista em segundo lugar, 38, o ciclista em terceiro lugar, 36 e assim por diante. A corrida final tem regras especiais de pontuação. As corridas no omnium são:
- Scratch: corrida de largada em massa; o primeiro a terminar é o vencedor. A distância é de 10 km (40 voltas).
- Corrida de tempo: a distância também é de 10 km (40 voltas). Após as primeiras cinco voltas, o vencedor de cada volta ganha 1 ponto. Dar uma volta nos adversários rende 20 pontos. O vencedor da corrida é o ciclista com mais pontos (os pontos ganhos não contam para o omnium total; eles são usados apenas para classificar os ciclistas na corrida de tempo).
- Corrida de eliminação: a cada 2 voltas, o último colocado é eliminado.
- Corrida por pontos: corrida de 25 km (100 voltas) de pontos, com pontos ganhos por sprints (5/3/2/1, a cada 10 voltas com o dobro de pontos para o sprint final) e por volta nos adversários (20 pontos).

## Calendário
Horário local (UTC+2)
| Data                | Hora                    | Fase                                                              |
| ------------------- | ----------------------- | ----------------------------------------------------------------- |
| 8 de agosto de 2024 | 17:00 17:38 18:25 19:27 | Scratch Corrida de tempo Corrida de eliminação Corrida por pontos |

## Medalhistas
| Ouro   | FRA Benjamin Thomas       |
| Prata  | POR Iúri Leitão           |
| Bronze | BEL Fabio Van den Bossche |

## Resultados

### Scratch
As seguintes pontuações foram atribuídas após as 40 voltas.
| Pos. | Ciclista              | CON                | Voltas atrás | Pts evento |
| ---- | --------------------- | ------------------ | ------------ | ---------- |
| 1    | Benjamin Thomas       | FRA França         |              | 40         |
| 2    | Niklas Larsen         | DEN Dinamarca      |              | 38         |
| 3    | Fabio Van den Bossche | BEL Bélgica        |              | 36         |
| 4    | Jan-Willem van Schip  | NED Países Baixos  |              | 34         |
| 5    | Kazushige Kuboki      | JPN Japão          | –1           | 32         |
| 6    | Ethan Hayter          | GBR Grã-Bretanha   | –1           | 30         |
| 7    | Iúri Leitão           | POR Portugal       | –1           | 28         |
| 8    | Albert Torres         | ESP Espanha        | –1           | 26         |
| 9    | Aaron Gate            | NZL Nova Zelândia  | –1           | 24         |
| 10   | Tim Torn Teutenberg   | GER Alemanha       | –1           | 22         |
| 11   | Alex Vogel            | SUI Suíça          | –1           | 20         |
| 12   | Elia Viviani          | ITA Itália         | –1           | 18         |
| 13   | Tim Wafler            | AUT Áustria        | –1           | 16         |
| 14   | Sam Welsford          | AUS Austrália      | –1           | 14         |
| 15   | Grant Koontz          | USA Estados Unidos | –1           | 12         |
| 16   | Dylan Bibic           | CAN Canadá         | –1           | 10         |
| 17   | Jan Voneš             | CZE Chéquia        | –1           | 8          |
| 18   | Bernard Van Aert      | INA Indonésia      | –1           | 6          |
| 19   | Alan Banaszek         | POL Polônia        | –1           | 4          |
| 20   | Fernando Gaviria      | COL Colômbia       | –2           | 2          |
| 21   | Ricardo Peña          | MEX México         | –2           | 1          |
| 22   | Youssef Abouelhassan  | EGY Egito          | –4           | –39        |

### Corrida de tempo
As seguintes pontuações foram atribuídas após as 40 voltas.
| Pos. | Ciclista              | CON                | Pontos | Pts evento |
| ---- | --------------------- | ------------------ | ------ | ---------- |
| 1    | Fabio Van den Bossche | BEL Bélgica        | 31     | 40         |
| 2    | Iúri Leitão           | POR Portugal       | 28     | 38         |
| 3    | Tim Torn Teutenberg   | GER Alemanha       | 25     | 36         |
| 4    | Alex Vogel            | SUI Suíça          | 23     | 34         |
| 5    | Jan Voneš             | CZE Chéquia        | 22     | 32         |
| 6    | Niklas Larsen         | DEN Dinamarca      | 22     | 30         |
| 7    | Albert Torres         | ESP Espanha        | 21     | 28         |
| 8    | Aaron Gate            | NZL Nova Zelândia  | 21     | 26         |
| 9    | Grant Koontz          | USA Estados Unidos | 21     | 24         |
| 10   | Elia Viviani          | ITA Itália         | 1      | 22         |
| 11   | Benjamin Thomas       | FRA França         | 1      | 20         |
| 12   | Ethan Hayter          | GBR Grã-Bretanha   | 0      | 18         |
| 13   | Jan-Willem van Schip  | NED Países Baixos  | 0      | 16         |
| 14   | Fernando Gaviria      | COL Colômbia       | 0      | 14         |
| 15   | Kazushige Kuboki      | JPN Japão          | 0      | 12         |
| 16   | Tim Wafler            | AUT Áustria        | 0      | 10         |
| 17   | Alan Banaszek         | POL Polônia        | 0      | 8          |
| 18   | Sam Welsford          | AUS Austrália      | 0      | 6          |
| 19   | Ricardo Peña          | MEX México         | 0      | 4          |
| 20   | Bernard Van Aert      | INA Indonésia      | 0      | 2          |
| 21   | Dylan Bibic           | CAN Canadá         | 0      | 1          |
| 22   | Youssef Abouelhassan  | EGY Egito          | –20    | 1          |

### Corrida de eliminação
As seguintes pontuações foram atribuídas após a prova.
| Pos. | Ciclista              | CON                | Pts evento |
| ---- | --------------------- | ------------------ | ---------- |
| 1    | Ethan Hayter          | GBR Grã-Bretanha   | 40         |
| 2    | Elia Viviani          | ITA Itália         | 38         |
| 3    | Benjamin Thomas       | FRA França         | 36         |
| 4    | Tim Torn Teutenberg   | GER Alemanha       | 34         |
| 5    | Sam Welsford          | AUS Austrália      | 32         |
| 6    | Fabio Van den Bossche | BEL Bélgica        | 30         |
| 7    | Iúri Leitão           | POR Portugal       | 28         |
| 8    | Fernando Gaviria      | COL Colômbia       | 26         |
| 9    | Alan Banaszek         | POL Polônia        | 24         |
| 10   | Kazushige Kuboki      | JPN Japão          | 22         |
| 11   | Aaron Gate            | NZL Nova Zelândia  | 20         |
| 12   | Dylan Bibic           | CAN Canadá         | 18         |
| 13   | Albert Torres         | ESP Espanha        | 16         |
| 14   | Jan Voneš             | CZE Chéquia        | 14         |
| 15   | Youssef Abouelhassan  | EGY Egito          | 12         |
| 16   | Niklas Larsen         | DEN Dinamarca      | 10         |
| 17   | Alex Vogel            | SUI Suíça          | 8          |
| 18   | Grant Koontz          | USA Estados Unidos | 6          |
| 19   | Tim Wafler            | AUT Áustria        | 4          |
| 20   | Ricardo Peña          | MEX México         | 2          |
| 21   | Jan-Willem van Schip  | NED Países Baixos  | 1          |
| 22   | Bernard Van Aert      | INA Indonésia      | 1          |

### Corrida por pontos e classificação final
As seguintes pontuações foram atribuídas após a prova final, determinando os medalhistas.
| Pos.              | Ciclista              | CON                | SR  | CR | CE | Subtotal | Pts sprint | Pts volta | Ordem final | Pts total |
| ----------------- | --------------------- | ------------------ | --- | -- | -- | -------- | ---------- | --------- | ----------- | --------- |
| Medalha de ouro   | Benjamin Thomas       | FRA França         | 40  | 20 | 38 | 98       | 26         | 40        | 2           | 164       |
| Medalha de prata  | Iúri Leitão           | POR Portugal       | 28  | 38 | 28 | 94       | 19         | 40        | 3           | 153       |
| Medalha de bronze | Fabio Van den Bossche | BEL Bélgica        | 36  | 40 | 30 | 106      | 5          | 20        | 8           | 131       |
| 4                 | Albert Torres         | ESP Espanha        | 26  | 28 | 16 | 70       | 17         | 40        | 1           | 127       |
| 5                 | Aaron Gate            | NZL Nova Zelândia  | 24  | 26 | 20 | 70       | 13         | 40        | 4           | 123       |
| 6                 | Kazushige Kuboki      | JPN Japão          | 32  | 12 | 22 | 66       | 7          | 40        | 10          | 113       |
| 7                 | Tim Torn Teutenberg   | GER Alemanha       | 22  | 36 | 36 | 94       | 4          | 0         | 17          | 98        |
| 8                 | Ethan Hayter          | GBR Grã-Bretanha   | 30  | 18 | 40 | 88       | 9          | 0         | 5           | 97        |
| 9                 | Elia Viviani          | ITA Itália         | 18  | 22 | 34 | 74       | 3          | 20        | 7           | 97        |
| 10                | Niklas Larsen         | DEN Dinamarca      | 38  | 30 | 10 | 78       | 6          | 0         | 13          | 84        |
| 11                | Alex Vogel            | SUI Suíça          | 20  | 34 | 8  | 62       | 0          | 0         | 18          | 62        |
| 12                | Jan Voneš             | CZE Chéquia        | 8   | 32 | 14 | 54       | 2          | 0         | 11          | 56        |
| 13                | Tim Wafler            | AUT Áustria        | 16  | 10 | 4  | 30       | 5          | 20        | 9           | 55        |
| 14                | Sam Welsford          | AUS Austrália      | 14  | 6  | 32 | 52       | 0          | 0         | 16          | 52        |
| 15                | Jan-Willem van Schip  | NED Países Baixos  | 34  | 16 | 1  | 51       | 0          | 0         | 12          | 51        |
| 16                | Grant Koontz          | USA Estados Unidos | 12  | 24 | 6  | 42       | 0          | 0         | 6           | 42        |
| 17                | Fernando Gaviria      | COL Colômbia       | 2   | 14 | 26 | 42       | 0          | 0         | 14          | 42        |
| 18                | Alan Banaszek         | POL Polônia        | 4   | 8  | 24 | 36       | 5          | 0         | 21          | 41        |
| 19                | Dylan Bibic           | CAN Canadá         | 10  | 1  | 18 | 29       | 0          | 0         | 20          | 29        |
| 20                | Bernard Van Aert      | INA Indonésia      | 6   | 2  | 1  | 9        | 0          | –40       | 15          | –31       |
| 21                | Ricardo Peña          | MEX México         | 1   | 4  | 2  | 7        | 0          | –40       | 19          | –33       |
| 22                | Youssef Abouelhassan  | EGY Egito          | –39 | 1  | 12 | –26      | 0          | –40       | 22          | –66       |